# Parafia Świętych Apostołów Piotra i Pawła w Boleszczynie
Parafia Świętych Apostołów Piotra i Pawła w Boleszczynie – rzymskokatolicka parafia położona w południowo-wschodniej części powiatu tureckiego, należąca do dekanatu dobrskiego diecezji włocławskiej. 
Do parafii należą wierni mieszkający w miejscowościach: Bądków Pierwszy, Bądków Drugi, Boleszczyn, Ewinów, Smulsko, Dąbrowica, Kołowa, Moczydła, Żeronice oraz Żeroniczki.

## Duszpasterze
- administrator : ks. Paweł Robak (od 2023)

## Kościoły
- kościół parafialny: Kościół świętych Apostołów Piotra i Pawła w Boleszczynie

## Historia
Boleszczyn był własnością arcybiskupów gnieźnieńskich. Parafia została erygowana przed 1462. Brak dokumentów stwierdzających datę wybudowania pierwszego kościoła. Drugi został wzniesiony w 1597. Kolejny konsekrowany został w 1623.
W latach 1756–1761, beneficjum, czyli czerpanie dochodów z parafii Boleszczyn, otrzymała kolegiata uniejowska. W 1809 drewniany kościół spłonął. W jego miejsce wzniesiono kaplicę, która służyła do czasu wzniesienia nowego, już murowanego kościoła. Dokonał tego w latach 1918–1921 ks. Dominik Wartski, który trafił tutaj z sąsiedniej parafii w Dobrej. W 1899 kościół został przebudowany przez ks. Antoniego Kozłowskiego, który podobnie jak ks. Warcki przeniesiony tutaj został z Dobrej. Kościół ów konsekrowany został w 1909.